# 織田信時
織田信時（?—1556年6月），日本戰國時代的武將。父親是織田信秀。別名秀俊。

## 生平
生年不詳，家中六男（一說五男）。幼名喜藏。成為犬山城城主織田信康的養子（『寬政重修諸家譜』）。天文24年4月20日（1555年5月10日），織田信長成功奪取清須城，把那古野城交予立下大功的叔父兼守山城城主織田信光（『信長公記』）。而信光的弟弟信次則成為守山城城主。6月26日，信次的家臣洲賀才藏在守山城下龍泉寺附近的庄內川以弓箭射殺正在乘馬的織田秀孝（信長等的弟弟），得知此事的信次迅速逃亡，織田信行率軍在守山城下放火。而在信長的重臣佐久間信盛的誘導下，留在城內的家臣角田新五和坂井喜左衛門投向信長。此後，成為守山城城主，並賜予信盛知行百石（『信長公記』）。
在信長的家老林秀貞與弟弟林美作守和柴田勝家共謀，打算背叛信長時，跟隨信長進入林兄弟所在的那古野城，因為秀貞猶疑是否要背離仕奉三代的主君，於是生還（『信長公記』）。
後來，因為提拔坂井喜左衛門的兒子孫平次成為若眾，角田新五對此感到相當嫉妒。弘治2年（1556年）6月某日，角田新五假裝要修理城內的塀、柵，率軍入城，此時被迫切腹（『信長公記』）。

## 其他
根據『織田系圖』和『寬政重修諸家譜』等記載，是織田信秀的五男或六男，不過在『信長公記』中記載，在弘治年間已經有活動，而如果根據前記系圖，已經育有一女，因此應早生於天文12年（1543年）出生的信包。而『信長公記』中亦記載「織田三郎五郎（信廣）殿，是信長公的異母兄。其弟為安房守（信時），是口才不錯的人」（織田三郎五郎殿と申すは、信長公の御腹かはりの御舎兄なり。其弟に安房守と申候て、利口なる人あり），並沒有寫成信長的弟弟，而是寫成信長的異母兄信廣的弟弟，因此被推測應是信廣的同母弟，而非信長的弟弟，可能是信長的異母兄。
被認為與織田秀俊是同一人物，在弘治2年2月，有織田安房守秀俊發予雲興寺的禁制（『愛知縣史料叢刊』「織田秀俊禁制」）。
死後，角田新五並無受到處罰，並受到林秀貞的庇護，因此實際原因不明，不過信時對於信長而言是阻礙，因此有多種說法。

## 子孫
生有一女，在信時死後，成為池田恒興的養女，嫁予飯尾敏成，在敏成戰死後，再嫁予下間賴龍，誕下下間賴廣（後來的池田重利）（『寬政重修諸家譜』）。因此，播磨新宮藩藩主池田氏是信時的女系子孫。